# Elena Tchalykh
Elena Tchalykh, née le 25 mars 1974 à Roubtsovsk, est une coureuse cycliste azerbaïdjanaise, d'origine russe. Spécialiste de la poursuite sur piste, elle a été trois fois médaillée de bronze des championnats du monde de la discipline. Elle a également été championne de Russie sur route en 2001. Depuis 2010, elle a obtenu la nationalité azerbaïdjanaise.

## Palmarès sur piste

### Championnats du monde
- Middlesbrough 1990
  -  Championne du monde de poursuite juniors
  -  Médaillée de bronze de la course aux points juniors
- Athènes 1992
  -  Médaillée d'argent de la poursuite juniors
- Manchester 2000
  -  Médaillée de bronze de la poursuite
- Anvers 2001
  -  Médaillée de bronze de la poursuite
- Melbourne 2004
  -  Médaillée de bronze de la poursuite
- Pruszkow 2009
  - 8e de la poursuite par équipes
- Copenhague 2010
  - 4e de la course aux points

### Coupe du monde
- 2004 
  - 1re de la poursuite à Aguascalientes
- 2004-2005 
  - 3e de la poursuite à Los Angeles
- 2007-2008
  - 2e de la poursuite par équipes à Los Angeles
  - 3e du scratch à Los Angeles
- 2008-2009 
  - 3e de la poursuite par équipes à Pekin
- 2009-2010
  - 2e de la course aux points à Pékin

### Championnats d'Europe
- 2003
  -  Médaillée de bronze de la poursuite
- 2008
  -  Championne d'Europe de l'omnium

### Championnats nationaux
- 2008
  -  Championne de Russie de course aux points

## Palmarès sur route
- 2001
  -  Championne de Russie sur route
  - 12e étape du Tour d'Italie
- 2008
  -  Championne de Russie du contre-la-montre
- 2012
  -  Championne d'Azerbaïdjan sur route
  -  Championne d'Azerbaïdjan du contre-la-montre
  - Heydar Aliyev Anniversary Time Trial